# クロヴィス・コルニアック
クロヴィス・コルニヤック（Clovis Cornillac、1967年8月16日 - ）はフランスの俳優、映画監督。クロヴィス・コルニアック、クローヴィス・コルニヤックなど表記にぶれがある。

## 略歴
1967年にリヨンで生まれる。母は女優のミリアム・ボワイエ、父は俳優で舞台演出家のロジェ・コルニヤック。
10代半ばで舞台俳優としてキャリアをスタートさせ、1982年にテレビドラマにも出演するようになる。
1985年の『Hors-la-loi』の映画主演デビューを飾る。
これに注目した名キャスティング監督ドミニク・ベスネアールは、ピーター・ブルック演出の舞台《マハーバーラタ》Le Mahabharataのキャストに推薦し、1985年夏から1年間パリとアヴィニョン演劇祭で演じた(その後の英語ツアー版は不参加)。
1999年の映画『カーニバル』で第25回セザール賞の有望若手男優賞にノミネートされる。
2003年の映画『À la petite semaine』で第29回セザール賞の助演男優賞にノミネートされる。
2004年の映画『Mensonges et trahisons et plus si affinités...』で第30回セザール賞の助演男優賞を受賞する。
2015年に主演したロマンティック・コメディ映画『Un peu, beaucoup, aveuglément』で監督デビュー。

### 私生活
1994年に結婚した最初の妻で女優のカロリーヌ・プルーストとの間には、2001年に双子の娘アリスとリリが生まれているが、カロリーヌとは2010年に離婚している。その後、2009年から交際していた女優リル・フォッリと2013年8月に結婚、同年5月には2人の間に息子ニノが生まれていた。

## 主な出演作品
- 存在の耐えられない軽さ The Unbearable Lightness of Being (1988)
- サンドイッチの年 Les Années sandwiches (1988)
- Les Amoureux (1994／カトリーヌ・コルシニ)
- カーニバル Karnaval (1999) フランス映画祭上映[4]
- めざめ Carnages (2002)
- À la petite semaine (2003)
- マレフィク 呪われた監獄 Maléfique (2003) DVDスルー
- アルプスの少年 ぼくの願い事 Malabar Princess (2004) DVDスルー
- ロング・エンゲージメント Un long dimanche de fiançailles (2004)
- Le Cactus (2005)
- ナイト・オブ・ザ・スカイ Les Chevaliers du ciel (2005)
- 蛇男 Le Serpent (2007)
- ザ・スコーピオン キング・オブ・リングス Scorpion (2007) DVDスルー
- エンド・オブ・フューチャー Eden Log (2007) DVDスルー
- ライヤーゲーム Cash (2008) DVDスルー
- 幸せはシャンソニア劇場から Faubourg 36 (2008)
- 刑事ベラミー Bellamy (2009)
- 恋はふたりの方がいい L'amour c'est mieux à deux (1999) TV5MONDE放映
- ゴールド・ハンター 600キロの金塊を追え! 600 kilos d'or pur (2010)
- ラスト・アサシン Requiem pour une tueuse (2011) DVDスルー
- ザ・コマンダー 第6傭兵部隊 Mister Bob (2011) テレビ映画
- デスパレート Dans la tourmente (2011) DVDスルー
- ラジオスター Radiostars (2012) TV5MONDE放映
- 僕たちのヒーロー Mes héros (2012) TV5MONDE放映[5]
- Un peu, beaucoup, aveuglément (2015) 主演および初監督作品
- シェフ Chefs (2015 - 2016) 2シーズン全14回のTVシリーズ、TV5MONDE放映、主演および第2シーズンの終盤4エピソードの演出
- Belle et Sébastien 3 : Le Dernier Chapitre (2017) 兼監督
- リトル・ティックルズ Les Chatouilles (2018)